# レトフォード・ユナイテッドFC
レトフォード・ユナイテッド・フットボールクラブ（英: Retford United Football Club）はイングランド、ノッティンガムシャー、バセットロウ内、レトフォードを本拠地とするサッカークラブチームである。2008-2009シーズンはノーザンプレミアリーグ・プレミアディヴィジョン（7部相当）に所属。

## 歴史
1987年創設。創設当初は国内13部相当のノッティンガムシャー・アリアンス（現、ノッティンガムシャー・シニアリーグ）に所属していた。1994/95シーズンに同2部に昇格し、1996/97シーズンには最上位のリーグに昇格を果たしている。1999/00シーズンに一度2部へ降格するも、1シーズンで復帰。翌年には上位リーグのセントラル・ミッドランズリーグ（国内11部、12部）に昇格し、初年度には同リーグのプレミアディヴィジョンを制覇し、11部昇格を果たしている。2シーズンを過ごした後、ノーザンカウンティーズイーストリーグ（国内9、10部）に昇格、初年度は8位だったが、翌2005/06シーズンには10部を2位、2006/07には9部で優勝し、2年続けての上位リーグへの昇格を実現させている。2007/08シーズンはノーザンプレミアリーグ・ディヴィジョン1サウスを制覇するも、ホームグラウンドが昇格基準を満たしておらず、プレミアディヴィジョンへの昇格は見送られた。

## タイトル

### 国内タイトル
- ノーザンプレミアリーグ・ディヴィジョン1サウス:2回

2007-2008,2008-2009
- リーグチェアマンズカップ:1回

2007-2008
- ノースカウンティーズイーストリーグ・プレミアディヴィジョン:1回

2006-2007
- ウィルキンソン・ソードトロフィー:1回

2005-2006
- リーグプレジデントカップ:1回

2006-2007
- セントラル・ミッドランズリーグ・スプレームディヴィジョン:1回

2003-2004

### 国際タイトル
- なし